# علي القرني (رائد فضاء)
علي القرني هو رائد فضاء سعودي، اختير في 12 فبراير 2023 ضمن طاقم مهمة AX-2 الفضائية من قبل الهيئة السعودية للفضاء.

## مسيرته المهنية
ولد علي القرني عام 1992 في مدينة الرياض، ويحمل رتبة نقيب طيار:
نال شهادة البكالوريوس في علوم الطيران من كلية الملك فيصل الجوية في الرياض، ويعمل مقاتلاً على طائرات إف 15.
في 21 مايو 2023 شارك علي القرني في الرحلة العلمية المتجهة للفضاء AX-2 هو ورائدة الفضاء السعودية ريانة برناوي على متن مركبة دراغون كرو من محطة الفضاء الدولية (ISS) بمدينة كيب كانيفرال في ولاية فلوريدا الأمريكية.